# Rosice (Brno-vidéki járás)
Rosice település Csehországban, a Brno-vidéki járásban. Rosice Říčany, Babice u Rosic, Tetčice, Zastávka, Litostrov, Kratochvilka, Ostrovačice, Příbram na Moravě és Omice településekkel határos. Lakosainak száma 6738 fő (2024. január 1.).

## Népesség
A település lakosságának változását az alábbi diagram mutatja:
| Lakosok száma | 3676 | 3055 | 4109 | 4634 | 4978 | 5296 | 6053 | 6237 | 6466 | 6738 |
|               | 1869 | 1890 | 1921 | 1950 | 1980 | 2001 | 2017 | 2019 | 2022 | 2024 |